# Klemmbank

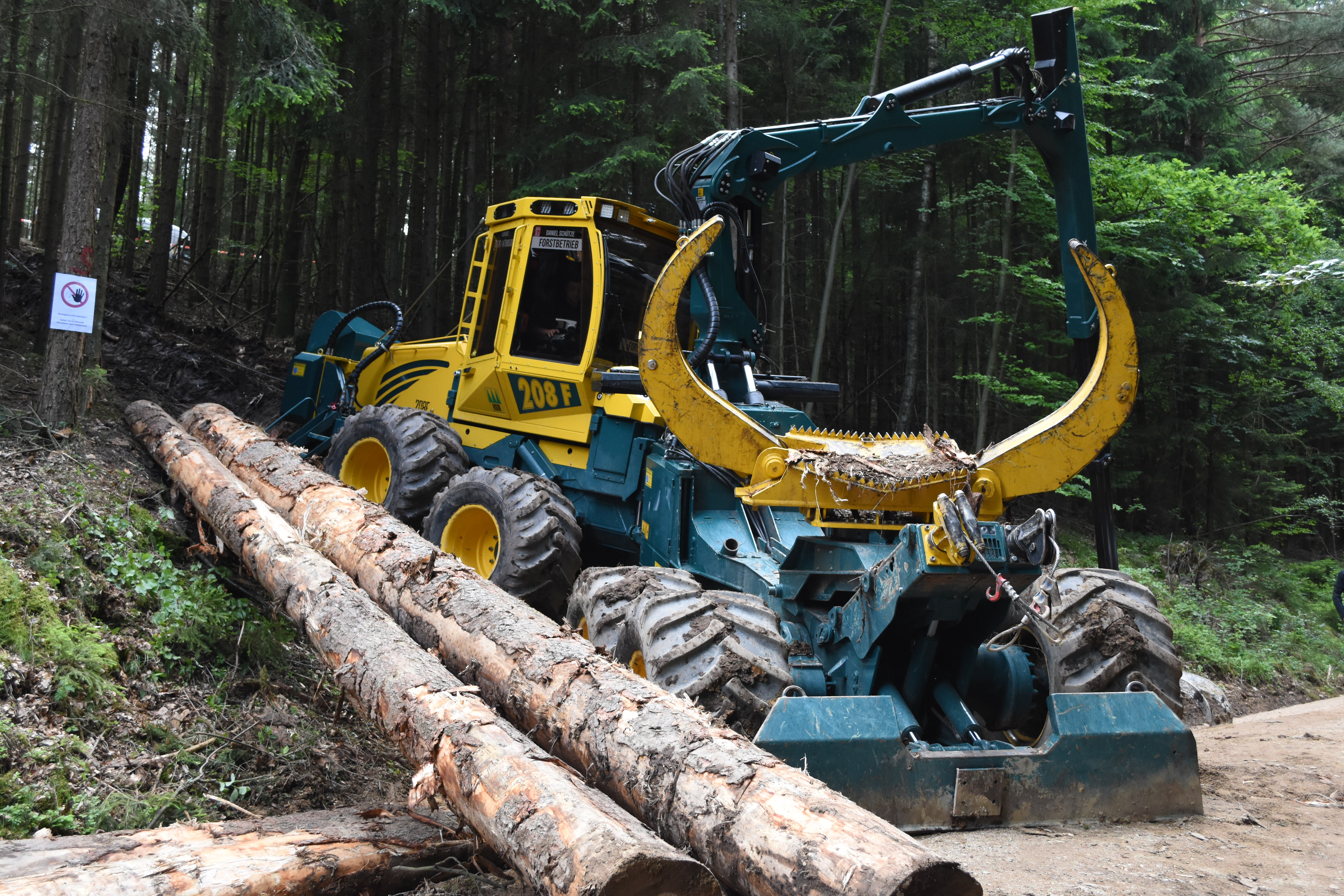
Skidder mit Kran, offener Klemmbank und Frontpolter

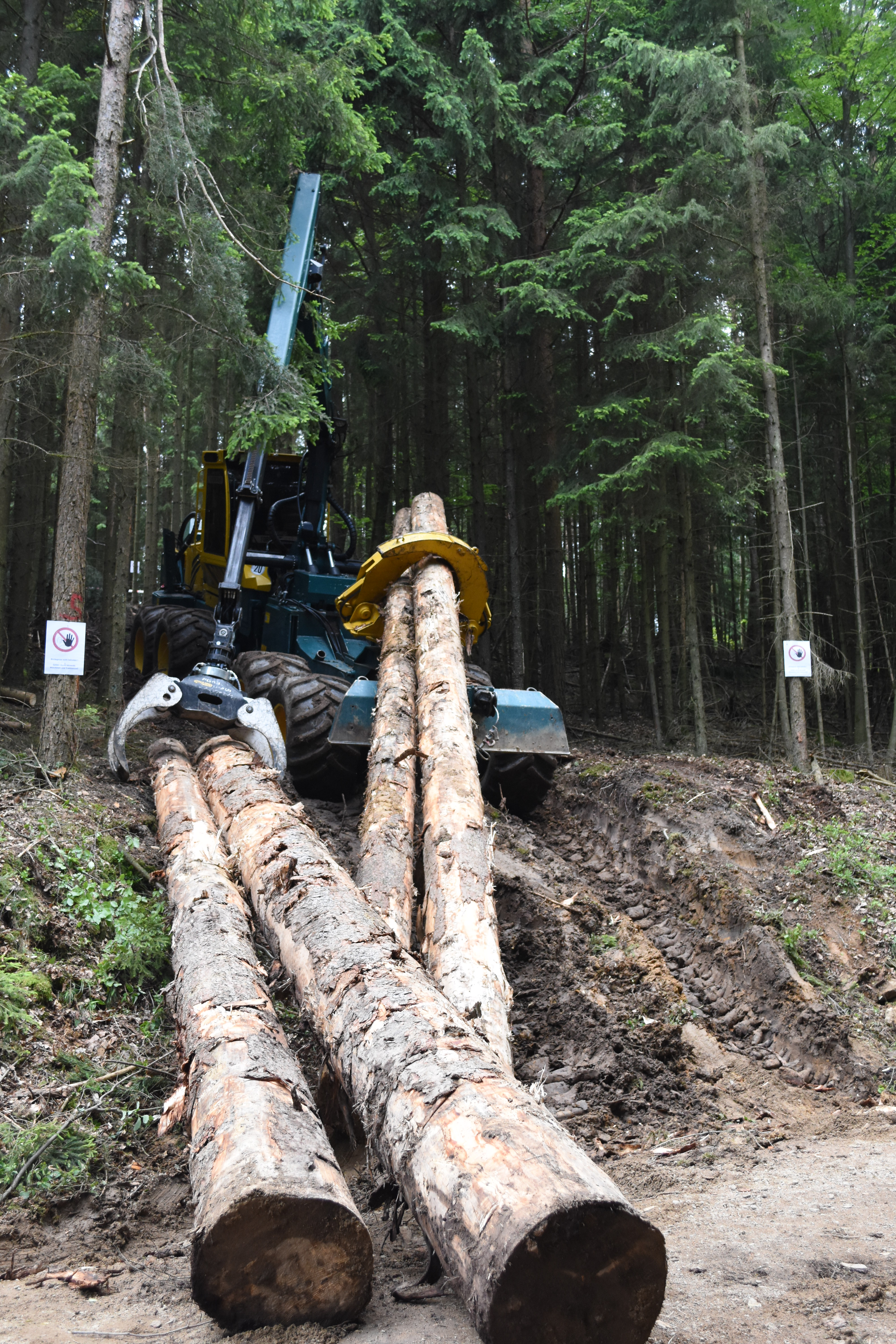
Skidder mit Kran, geschlossener Klemmbank und Frontpolter

Eine Klemmbank wird in der Forstwirtschaft eingesetzt, um einen oder mehrere Baumstämme rücken zu können. Eine moderne Klemmbank besteht aus einem Querbalken mit Zacken sowie aus zwei bogenförmigen Klemmzangen, welche sich per Hydraulikdruck schließen lassen und somit den / die Baumstämme einklemmen.
Forwarder, Skidder, Forstspezialschlepper sowie andere Maschinen lassen sich mit einer Klemmbank zum Holzrücken von in der Regel langen Baumstangen (Langholz) ausrüsten. Bei der Rückung mit einer Klemmbank ist jedoch in besonderem Maße auf den Bodenschutz zu achten, da extrem hohe Lasten erreicht werden können. Zuladungen von über 30 Festmeter (ca. 18 t) sind möglich. Die aufgenommene Holzmenge ist bei der Klemmbank oftmals über 30 % höher als bei einem Forwarder, weil gut ein Drittel des Holzgewichtes am Boden schleift. Auch das Gewicht des nicht aufliegenden Langholzes muss gezogen werden. Zusätzlich findet durch den Widerstand des geschleiften Holzes eine Gewichtsverlagerung auf die Hinterachse statt. Dies hat zur Folge, dass bei der Lastfahrt eine Klemmbank bei gleicher Gesamtmasse deutlich höhere Kräfte auf den Boden überträgt als ein Forwarder.